# Guillermo Cabrera Infante
Guilermo Cabrera Infante (Gibara, Cuba, 22 d'abril de 1929 - Londres, 21 de febrer de 2005) fou un novel·lista, guionista, traductor i crític cubà. L'obra que el consagrà fou Tres tristes tigres.

## Biografia
Nascut a Gibara en 1929 i fill de Guillermo Cabrera i Zoila Infante, tots dos membres fundadors del partit comunista cubà, es traslladà a l'Habana en 1941. A 19 anys escrigué, de resultes d'una aposta, una paròdia de El señor presidente de l'escriptor guatemaltec Miguel Ángel Asturias, que dugué a la revista Bohemia. Per sorpresa del jove Cabrera Infante, la revista publicà l'escrit, cosa que, segons ell mateix explica, li canvià la vida definitivament.
Començà els estudis de medicina, però els abandonà per fer periodisme en 1950. Dos anys després la censura del règim de Batista el trobà culpable d'incloure obscenitats en un dels seus escrits i li fou prohibit de publicar amb el seu nom, cosa per la qual adoptà el pseudònim Guillermo Caín, que és una contracció dels seus cognoms.
Des del 1954 fins al 1960 feu de crític cinematogràfic a la revista Carteles. A la darreria dels anys cinquanta escrigué bona part de les històries que conformaren Así en la paz como en la guerra. Amb la victòria de la revolució en 1959, Cabrera Infante, que li havia donat suport, fou nomenat director del Consell Nacional de Cultura, executiu de l'institut del cinema i cap del suplement literari Lunes de revolucion.Tanmateix, però, les relacions amb el règim es deterioraren de seguida quan un curtmetratge rodat per Orlando Jimenez Leal i Alberto Cabrera Infante, germà d'ell, fou prohibit en 1961 per Castro, que proclamà «Dintre de la revolució, tot; Fora de la revolució, res». La polèmica fou exposada a Lunes de rovolución, per la qual cosa el suplement fou suprimit. L'idil·li entre la revolució i els intel·lectuals s'esvaní. Fou enviat a Brussel·les com a agregat cultural de l'ambaixada cubana. Quan tornà a Cuba pel funeral de la seva mare en 1965, fou retingut pel Servicio de Contrainteligencia durant quatre mesos i finalment pogué exiliar-se, primer a Madrid i després a Londres. Aquesta experiència fou descrita descarnadament a Mapa dibujado por un espía. Ja no tonaria mai més a Cuba.
En 1965 publicà Tres tristes tigres, guanyador del Premio Biblioteca Breve, novel·la d'una imaginació desbordant, amb gran domini del registre col·loquial de la llengua cubana, sentit de l'humor i constants referències a altres obres literàries. L'obra, que relata la vida nocturna de tres joves a l'Habana, fou rebutjada de pla per la Unión de Escritores y Artistas i, el seu autor titllat de traïdor.
El 1997 rebé el Premi Cervantes. Morí en 2005 de septicèmia. Cabrera Infante es casà dues vegades i tingué dues filles, Ana i Carlota, del seu primer matrimoni.

## Obra destacada

### Novel·la
- Tres tristes tigres, Seix Barral, Barcelona, 1965.[3]
- La Habana para un infante difunto, Seix Barral, Barcelona, 1979.
- La ninfa inconstante, Círculo de Lectores-Galaxia Gutenberg, Barcelona, 2008.

### Conte i relat
- Así en la paz como en la guerra, Ediciones R, La Habana, 1960.
- Vista del amanecer en el trópico, Seix Barral, Barcelona, 1974.
- Delito por bailar el chachachá, Alfaguara, Madrid, 1995.
- Todo está hecho con espejos: cuentos casi completos, Alfaguara, 1999.

### Crítica de cinema
- Un oficio del siglo XX, Ediciones R, La Habana, 1963.
- Arcadia todas las noches, Seix Barral, Barcelona, 1978.
- Cine o sardina, Alfaguara, Madrid, 1997.

### Guió cinematogràfic
- Wonderwall, de Joe Massot; 1968.
- Vanishing Point, de Richard Sarafian; 1971.
- La ciudad perdida, 2005; dirigida i protagonitzada per Andy García.

### Traducció
- Dublineses, de James Joyce, 1972.